# دوايت كراندل
دوايت كراندل (بالإنجليزية: Dwight R. Crandell)‏ هو عالم براكين أمريكي، ولد في 25 يناير 1923، وتوفي في 6 أبريل 2009 بسبب نوبة قلبية.